# Santia hispida
Santia hispida är en kräftdjursart som först beskrevs av Vanhoeffen 1914.  Santia hispida ingår i släktet Santia och familjen Santiidae. Inga underarter finns listade i Catalogue of Life.